# Royal National Hospital for Rheumatic Diseases
Le Royal National Hospital for Rheumatic Diseases est un  hôpital spécialisé du National Health Service situé sur le site du Royal United Hospital (RUH) dans la banlieue nord-ouest de Bath en Angleterre.
L'hôpital est fondé en 1738 en tant qu'hôpital général pour les pauvres du centre-ville, où la façade de son bâtiment indique encore Royal Mineral Water Hospital. L'hôpital s'installe dans un nouveau bâtiment sur le site du RUH en 2019.

## Histoire
L'hôpital est conçu pour permettre au public défavorisé d'accéder aux eaux de Bath alors que l'hôpital St John's n'était accessible qu'aux résidents locaux. Son édification est prévue dès 1716 avec l'appui de personnalités telles Lady Elizabeth Hastings, Henry Hoare, Joseph Jekyll, William Oliver et Beau Nash.
L'hôpital est fondé en 1738 sous le nom de The Mineral Water Hospital Il fournissait des soins aux malades démunis qui étaient attirés par Bath en raison des propriétés curatives de l'eau minérale du spa. Le bâtiment d'origine, conçu par John Wood, est achevé en 1742. Il est ensuite agrandi, d'abord en 1793 par l'adjonction d'un étage mansardé, puis en 1860 par un deuxième bâtiment érigé sur le côté ouest de l'édifice antérieur,. Le fronton représente la parabole du Bon Samaritain. Le bâtiment est classé Grade II en 1972.
En 2003, l'hôpital est devenu un NHS Foundation Trust, spécialisé dans les maladies rhumatismales et la réadaptation pour les lésions cérébrales, ce service ferme en mars 2013 pour des raisons financières.
Le Royal National Hospital for Rheumatic Diseases NHS Foundation Trust est repris par le RUH en 2015,,.
Un nouveau bâtiment regroupant l'ensemble des services du RUH est construit et inauguré en 2019,,.
Certains documents relatifs à l'hôpital sont conservés au Bath Record Office et aux Somerset Archives.